# Emily Blackwell
Emily Blackwell, född 1826, död 1910, var en amerikansk läkare. 
Hon är inkluderad i National Women's Hall of Fame. 